# Pexopsis shanghaiensis
Pexopsis shanghaiensis là một loài ruồi trong họ Tachinidae.